# Elke Brutsaert
Elke Brutsaert, née le 5 août 1968 est une ancienne coureuse cycliste américaine, spécialiste de la descente en VTT.

## Championnats du monde
- Cairns 1996
  - 6e au championnat du monde de descente
- Château-d'Œx 1997
  - 4e au championnat du monde de descente
- Sierra Nevada 2000
  - 4e au championnat du monde de descente
  - 6e au championnat du monde de dual slalom

## Coupe du monde
- Coupe du monde de descente
  - 6e en 1994 (1 manche)
  - 7e en 1995 (1 manche)
  - 5e en 1996
  - 5e en 1997 (1 manche)
  - 8e en 1998
  - 7e en 1999

## Autres
- 1995
  - 3e de Kaprun - descente (coupe du monde)
- 1996
  - 3e de Kaprun - descente (coupe du monde)
  - 3e de Hawaii - descente (coupe du monde)
- 1998
  - 3e de Stellenbosch - descente (coupe du monde)